# Baie de Djarylhatch
La baie de Djarylhatch, en ukrainien Джарилгацька затока, Djarylhatska zatoka, en russe Джарылгачский залив, Djarylgatchskiy zaliv, est une baie d'Ukraine située en mer Noire, séparée du reste du golfe de Karkinit par Djarylhatch au sud.

Paysages de la baie de Djarylhatch
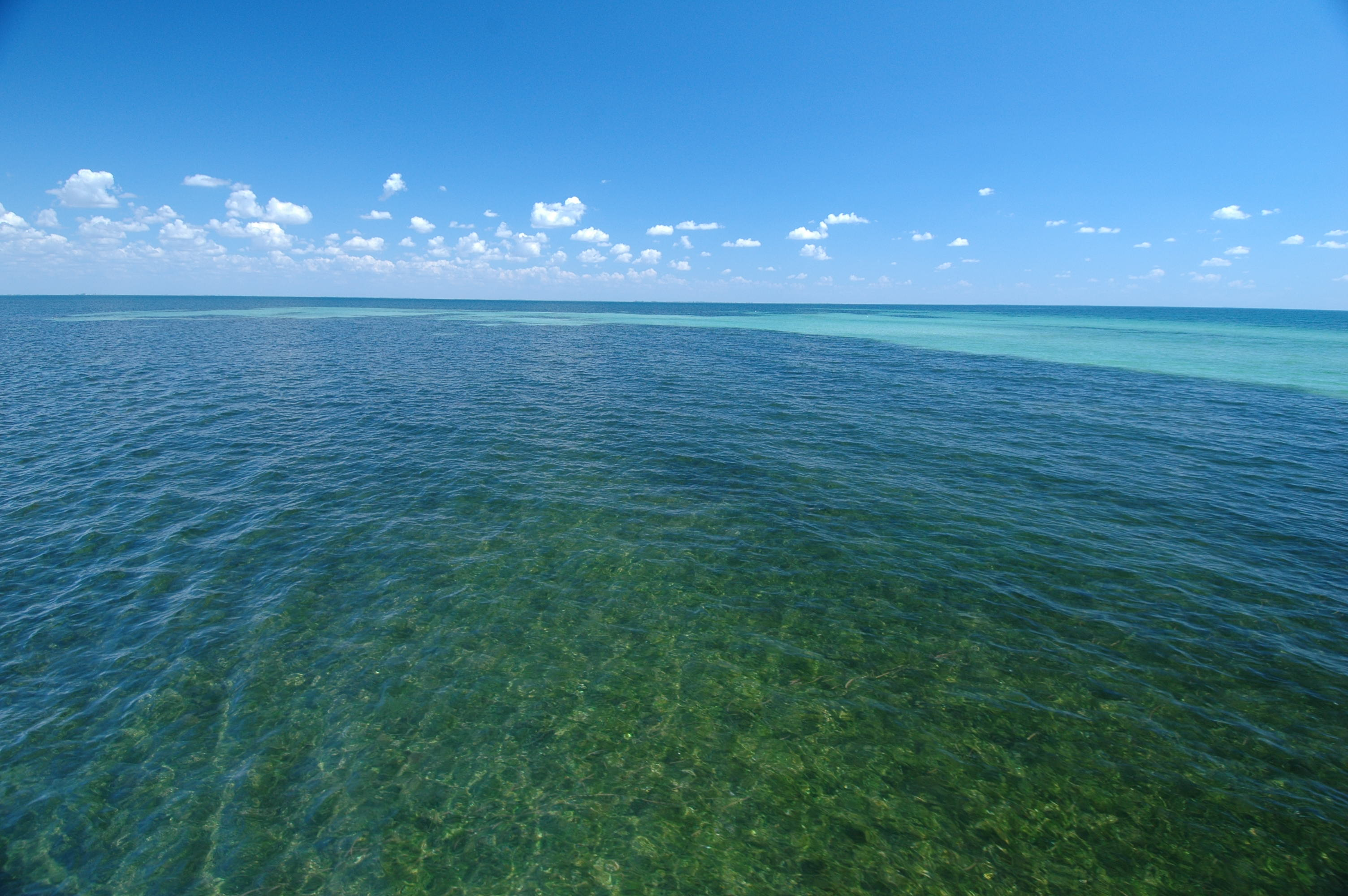
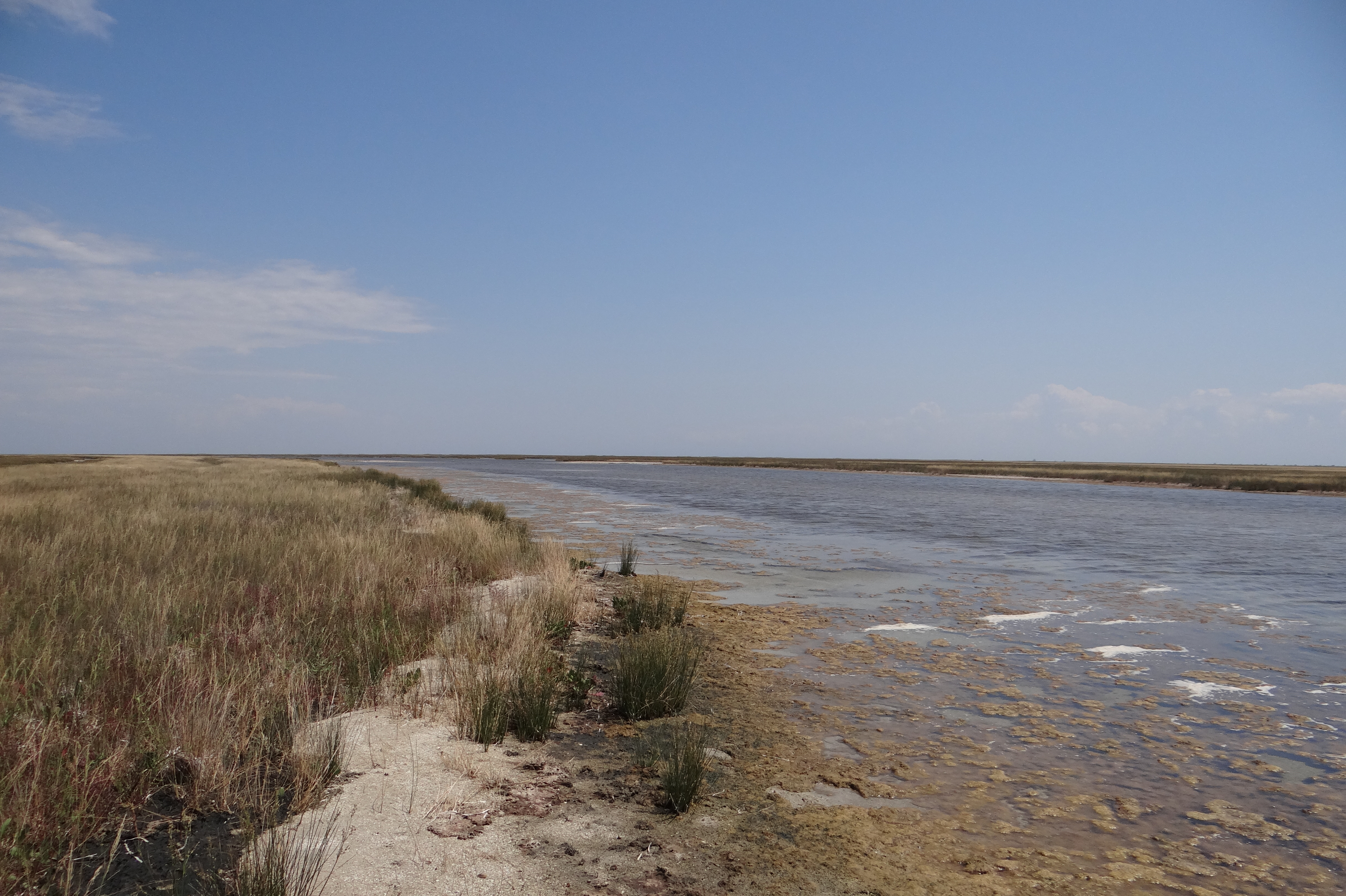
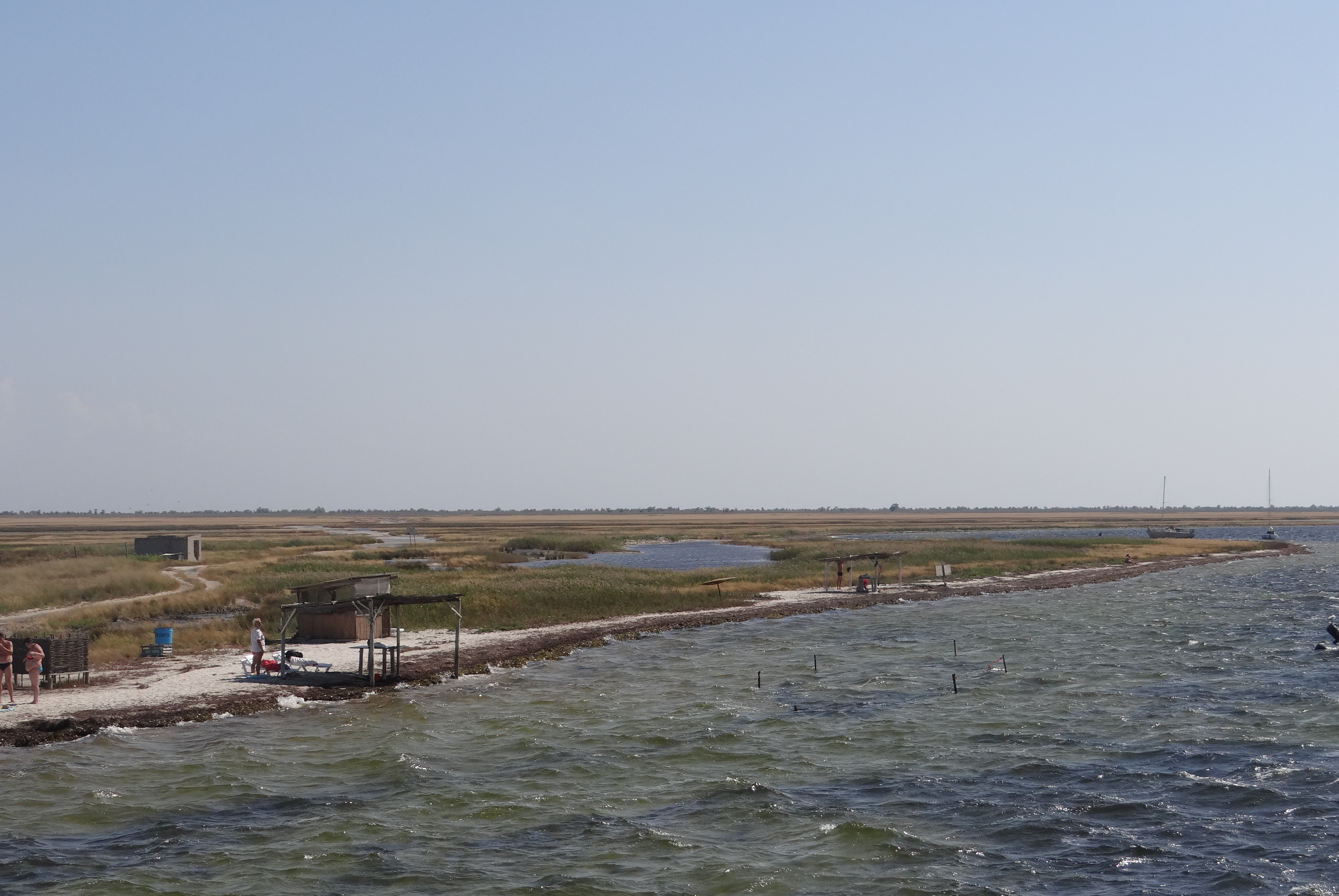